# 崔元翰
崔元翰（729年—795年），名鵬，以字行。博陵安平（今河北安平）人。唐朝官员。
生於唐玄宗開元十七年（729年），早年為楊炎所引薦，唐德宗建中二年（781年）辛酉科狀元，他是中國科舉史上的第一位三元及第。舉宏詞，歷官禮部員外、知制誥。終官比部郎中。卒於唐德宗貞元十一年（795年）。

## 延伸阅读
[在维基数据编辑]
 在维基文库阅读此作者作品
 《舊唐書/卷137》，出自刘昫《舊唐書》
 《新唐書·卷203》，出自《新唐書》